# 三井不動産レジデンシャル
三井不動産レジデンシャル株式会社（みついふどうさんレジデンシャル、英: Mitsui Fudosan Residential Co.,Ltd.）は、東京都中央区に本社を置く三井不動産グループの住宅事業を担うデベロッパー。

## 概要
日本初の超高層マンションを開発し、湾岸エリアの開発でも先駆。三井不動産グループの中核企業であり、総合力を活かしてのミクストユース型（商住一体など）開発を盛り込んだ大規模再開発に多数の実績を持つ。
2013年には、新築分譲マンションの供給戸数で1位となった（全国1位（7,476戸）、首都圏1位（6,042戸））。2020年東京オリンピック・パラリンピックでは、東京五輪2020選手村の創設及びその跡地の有効活用事業「HARUMI FLAG」において11社の総合デベロッパーからなるJVの代表となり、開発・販売を主導している。

## 沿革
- 2005年（平成17年）12月26日 - 三井不動産レジデンシャル株式会社設立。
- 2006年（平成18年）10月1日 - 三井不動産の新築分譲事業と三井不動産販売（現・三井不動産リアルティ）の住宅販売事業を統合して継承。
- 2010年（平成22年）- 海外事業部を新設。
- 2013年（平成25年）- 新築分譲マンションの事業主別供給戸数ランキングで初めて1位となる。
- 2014年（平成26年）- 勝どき・豊洲等のエリアにて「WANGAN ACTION」を開始。マルシェの開催やナイキと共に手掛けた「TOKYO SPORT PLAYGROUND」・がん患者とその家族が訪問できる「マギーズ東京」の設置などソフト面の開発やエリアマネジメントの強化に乗り出す。
- 2015年（平成26年）- 東京オリンピック・パラリンピック選手村事業部を新設。賃貸住宅事業を三井不動産から継承。
- 2017年（平成28年）- シニアレジデンス事業部を新設。学生寮事業にも新規参入。
- 2021年（令和3年）- マンション再生推進部を新設。一人ひとりの多様な暮らし方の実現に向けた「Life-stylingプロジェクト」を開始[2]。
- 2022年（令和4年）- 健康優良法人2022（ホワイト500）に初めて認定される。当社初となるホテルライセンス型サービスアパートメント「オークウッドホテル&アパートメンツ麻布」を開業。

## 開発住宅地
- 新三郷ららシティ

### 主な大規模マンション
超高層マンション、または400戸以上の大規模物件（パークシティ）。

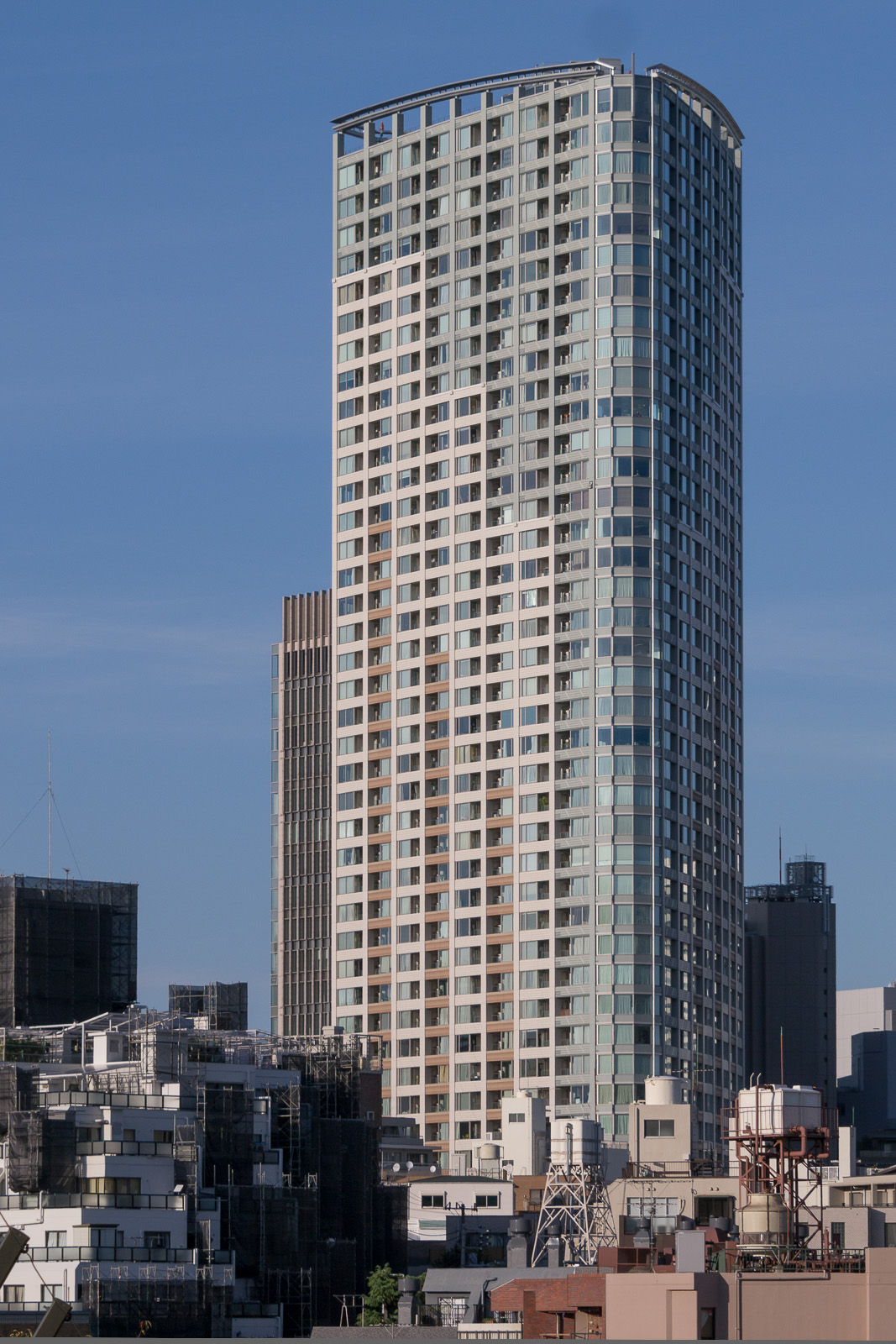
パークコート赤坂ザタワー（東京都港区）

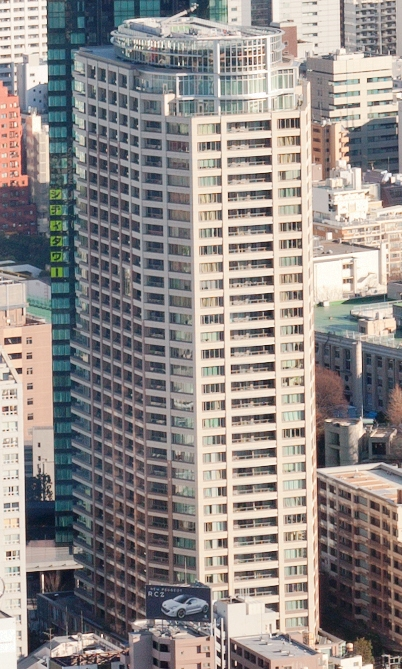
パークコート麻布十番ザタワー（東京都港区）

| 1986年 - パークシティ新川崎 1991年 - 小石川パークタワー 1993年 - リバーシティ21スカイライトタワー - パークシティ大谷地 1995年 - パークタワー台原 1998年 - 五橋パーク・ホームズ仙台中央 1999年 - 池袋パークタワー - センチュリーパークタワー 2000年 - パークシティ弦巻 - パークシティ泉中央 2001年 - 芝パークタワー - 川口パークタワー 2002年 - 東京ツインパークス 2003年 - 青山パークタワー - 東京パークタワー - パークシティ成城 - 志木パークタワー 2004年 - パークタワー東京フロント - パークタワー亀戸ステーションアリーナ - パークシティ仙台五橋 - パークシティ・ジオ豊中緑丘 2005年 - パークタワー東京クラルテ - パークタワー芝浦ベイワードオーシャンウィング - パークタワー東戸塚ニューシティ東戸塚タワーズシティ 2006年 - パークタワー品川ベイワード - パークタワー秋葉原 - パークタワー大阪中之島フロント 2007年 - 芝浦アイランドグローヴタワー - 芝浦アイランドケープタワー - パークアクシス青山一丁目タワー - パークタワー王子リバーグレイス - パークタワー目黒 - パークタワー東中野 - パークタワー船橋 - パークシティグランデ新浦安 - パークタワー横浜ステーションプレミア - パークシティLaLa横浜 - パークシティ星ヶ丘 - パークシティイーストアイランド - パークタワー新神戸 2008年 - パークコート虎ノ門愛宕タワー - パークタワー池袋イーストプレイス - パークシティ豊洲 - パークシティ武蔵小杉 - パークタワー横濱ポートサイド - パークアクシス仙台 - 三井アウトレットパーク仙台港 2009年 - パークコート赤坂 ザ タワー - パークタワー錦糸町 - パークシティ浜田山 - パークシティさいたま北 - パークシティ柏の葉キャンパス一番街 - 仙台本町三井ビルディング - 三井ガーデンホテル仙台 - 三井ショッピングパーク・ララガーデン長町 | 2010年 - パークコート麻布十番ザ タワー - パークタワー上野池之端 - パークシティ新百合ヶ丘 - パークタワーグランスカイ 2011年 - THE ROPPONGI TOKYO - パークタワー勾当台公園 - パークタワー八千代緑が丘 - パークシティ柏の葉キャンパス 二番街 - パークシティ南千里丘 - パークシティ堺東タワーズブライト 2012年 - パークコート六本木ヒルトップ - パークタワー芝公園 - パークシティ国分寺 - パークシティ武蔵野桜堤 2013年 - パークタワー渋谷本町 - パークタワー滝野川 - パークタワー高輪 - パークタワー豊洲 - パークホームズ南麻布ザレジデンス - パークシティ南浦和 - パークタワー横濱星川 - パークタワーあべのグランエア - パークタワー梅田 2014年 - パークタワー西新宿エムズポート - パークコート千代田富士見ザ タワー - パークタワー東雲 - パークタワー板橋 - パークホームズLaLa新三郷 - パークシティ武蔵小杉ザ・グランドウイングタワー - パークタワー南千里丘 - パークタワー北浜 2015年 - SKYZ TOWER&GARDEN - パークシティ大崎 ザ タワー - パークシティ大崎 ザ レジデンス - パークシティ桂ジオ - パークタワー山王 - パークシティ新宮中央 2016年 - グローバルフロントタワー - KACHIDOKI THE TOWER - パークホームズ板橋蓮根 - パークタワー新川崎 2017年 - パークコート赤坂檜町ザ タワー - カチドキザタワー - パークタワー晴海 - パークシティ中央湊 ザ タワー - パークシティ武蔵小杉 ザ ガーデン タワーズイースト - パークシティ柏の葉キャンパス ザ・ゲートタワー - パークホームズ神戸 ザ レジデンス - パークタワー豊田 |

## テレビ・ラジオ提供番組

### 2005年 - 2007年
- テレビCMは2007年（平成19年）の全英オープンゴルフ中継（テレビ朝日系）をきっかけに広告展開を開始、後に2007年（平成19年）のナイターオフ期間より文化放送・ニッポン放送などでスポットセールスによるラジオCMも流し始めたが、「市川市再開発マンション鉄筋不足事件」の影響で一時的に自粛していたが2008年（平成20年）1月に全面再開した。[要出典]
- 自粛前まで提供していた各番組は下記の通りである。[要出典]
  - ニュースJAPAN（フジテレビ系平日夜ニュース最終版）隔日提供。[要出典]
  - 報道ステーション（テレビ朝日系平日夜ニュース最終版）11月中の木曜日提供。なお、11月23日・30日は自粛している。[要出典]

### 2009年 - 20011年
- 天空散歩（テレビ東京系 毎週木曜日20:54〜）－ 5分間のミニ番組。1社提供。

## トラブル事例
I-linkタウンいちかわ鉄筋不足問題
- 2005年（平成17年）- 市川市はJR市川駅南口前の再開発区域（A街区）の45階建てのマンション建設について、当社・清水建設・野村不動産の3社を特定建築者として選定。10月1日に清水・戸田・五洋・上條・京葉都市開発建設工事共同企業体を施工者として着工した[3]。
- 2007年（平成19年）10月 - 25階から30階までの柱の一部に鉄筋の不足が発覚し、工事が一時中断した[3]。
- 2007年（平成19年）11月14日・15日 - 市川市の要請により、特定建築者がA街区の権利者を対象とする説明会を実施[4]。当社および野村不動産は事件発覚後もマンション分譲説明会を開催したが、その中で強度不足があったことを客に全く説明せず販売した。NHKの取材に対し「補修を行えば強度の問題は解決されるため説明する必要はないと考えている」としている。この結果、2007年（平成19年）11月19日夜から同年末頃までテレビ・ラジオ提供番組CMスポットを一時的に休止することになった。[要出典]
- 2008年（平成20年）3月25日 - 25階から30階までの是正工事が3月24日に完了した旨を、特定建築者が市川市に報告した[4]。

西新宿成子天神社問題
東京都新宿区西新宿にある成子天神社では、境内のうち約2,523平方メートルに定期借地権を設定させ分譲マンションを、707平方メートルにみずから賃貸マンションを造り、境内を2,444平方メートルに狭めて社殿、本殿、参集殿、社務所、遥拝所、神楽殿、神輿庫、末社、手水舎を全面改築する計画を立て、2009年（平成21年）7月に公表された。三井不動産レジデンシャルは、当初からこの計画に加わり、設定した定期借地権上に、27階建て179戸の分譲マンションを建築することになった。
しかし、同年10月16日に氏子・地元住民は「開発中止」を求める連署を宮司に提出し、説明会の開催を求めるなど、この計画には発表当初から地元の反対があった。しかし、従前から氏子との協調を図ろうとしない宮司は、これに応じていない。結果として、三井不動産レジデンシャルは、氏子や地元住民の反対の中で事業を進めようとしている。当該の土地は、面している区道の幅員が6メートルと狭いにもかかわらず高さ92.79メートル27階建てであり、すぐ近くに同社が建築中の「Park Luxe西新宿」が幅員の広い税務署通り（都道放射6号線）に面しているけれども高さ39.8メートル13階建てである点、また近隣の建物と比しても高いなど、周囲とのバランスを欠くことが指摘されている。
2011年（平成23年）8月8日と9月30日に開かれた東京都中高層建築物の建築に係る紛争の予防と調整に関する条例並びに新宿区中高層建築物の建築に係る紛争の予防と調整に関する条例に基づく説明会は、該当区域内住民への周知不徹底で成立しないなどのために流会している。
このプロジェクトは2014年4月に完工している。
旭化成建材による杭打ちデータ改ざん問題
三井不動産レジデンシャルが事業主であるマンションのパークシティLaLa横浜の建設工事で、杭打ちの施工を行った旭化成建材が地盤調査をせず、虚偽データを使って工事をしていたことが発覚し、当社の藤林清隆社長が住民説明会に出席し陳謝した。